# Девушка под прикрытием
«Девушка под прикрытием» (англ. Undercover Girl) — фильм нуар режиссёра Джозефа Певни, который вышел на экраны в 1950 году.
Фильм рассказывает о курсанте полиции Кристин Миллер (Алексис Смит), отец которой, будучи полицейским, погиб от пули наркоторговцев. Под руководством опытного детектива Майка Трента (Скотт Брейди) Кристин проходит специальный курс подготовки к заданию, после чего её под видом наркодилера из Чикаго выводят на контакт с бандой наркоторговцев в Лос-Анджелесе. Пройдя по цепочке от рядового наркодилера до главаря всей организации, Кристин в итоге выясняет, что именно он убил её отца. В решающем столкновении с бандой Крис удаётся его обезвредить и сдать полиции, а в финале они с Майком признаются друг другу в любви.
Несмотря на актуальность темы и неплохую актёрскую игру, фильм не произвёл впечатления на критиков из-за слабости сценария и режиссуры.

## Сюжет
В Лос-Анджелесе бандиты ловят и убивают полицейского осведомителя, который перед смертью успевает сказать полицейскому детективу, лейтенанту Майку Тренту (Скотт Брейди), что скоро в город из Нью-Йорка поступит крупная партия наркотиков, где у наркомафии в полиции есть свой человек — Хэнк Миллер. Тем временем в Нью-Йорке Хэнк Миллер (Реджис Туми) заходит на одну из явок главаря сети наркоторговцев Рида Менига (Джеральд Мор), швыряя ему в лицо полученные от наркоторговцев в качестве взятки 10 тысяч долларов, после чего достаёт пистолет, намереваясь арестовать Менига. Заметив эту сцену с улицы, другой член банды незаметно подходит сзади к Миллеру и бьёт его по голове, в результате чего тот теряет сознание. После этого Мениг берёт через платок пистолет Миллера и убивает из него полицейского, оставляя оружие на месте преступления. Кристин (Алексис Смит), дочь Хэнка Миллера, учится на последнем курсе полицейского колледжа. После занятий радостную девушку встречает её парень Джесс Фейлен (Ричард Иган), которому не нравится то, что Кристин решила стать полицейским. Крис рассказывает Джессу, что отец очень многое для неё сделал, и даже залез в долги, чтобы она получила хорошее образование. Они весело проводят время, однако когда она возвращается домой, то прилетевший в Нью-Йорк Майк сообщает ей о смерти отца. Далее Майк говорит, что Хэнк попал под подозрение как соучастник банды наркоторговцев, что приводит Крис в ярость. Она утверждает, что её отец всегда был честным копом, после чего настаивает на том, чтобы её включили в следственную группу по делу, чтобы она могла очистить имя отца. Майк не хочет вовлекать Крис, которая воспринимает ситуацию слишком личностно и не имеет достаточного опыта полицейской работы, но её начальница по колледжу, капитан Сэйди Паркер (Конни Гилкрист), убеждает Трента, что Крис подойдёт для этой работы наилучшим образом.
Крис летит в Лос-Анджелес, где селится в секретную.служебную квартиру, смежную с квартирой Майка. В течение нескольких дней Майк проводит интенсивный инструктаж Крис. Первым делом он показывает ей фильм, в котором запечатлены члены банды, на которую ведётся охота. Деятельность наркоторговцев осуществляется под прикрытием частной лечебной клиники, которой руководит доктор Холмс (Эдмон Райан), которому помогает медсестра и любовница Пэт Гибсон (Линн Эйнли). Также, наблюдая за клиникой, полиция вычислила нескольких членов, среди них исполнитель силовых акций Талли (Гарри Ландерс), киллер Коллар (Мел Арчер), рядовой наркоторговец Мичер (Ройал Дано) и его бывшая подружка Бейб Снелл (Анджела Кларк). Майк ставит перед Крис задачу под видом покупателя крупной партии наркотиков войти в доверие к Холмсу, чтобы выяснить через него имя главаря всей организации. Майк разрабатывает для Крис легенду, согласно которой она была близкой подругой и тайной помощницей Лиз Кроу (Глэдис Джордж), которая была одним из самых крупных наркоторговцев в Чикаго. В криминальном мире считается, что Лиз умерла, хотя на самом деле она после несчастной любви подсела на наркотики, и ныне проходит курс реабилитации в одной из закрытых клиник под надзором полиции. В первую очередь Крис поручается войти в доверительный контакт с Лиз и прояснить через неё всю систему наркоторговли в Чикаго, а также узнать ключевые имена и места работы наркоторговцев. Майк попутно знакомит Крис со спецификой наркобизнеса и обучает навыкам общения в этой среде.
После завершения подготовки Крис начинает внедрение в банду наркоторговцев с самых низов. Под именем Сэл Уиллис она заселяется в дешёвый пансион в комнату напротив Бейб. Видя, что Бейб стала алкоголичкой и находится на грани нищеты, Крис провоцирует её на кражу денег из своей комнаты, ловя затем с поличным. Запугав Бейб, Крис заставляет её организовать встречу с Мучером для заключения сделки на покупку большой партии наркотиков. Бейб приглашает Мучера к себе в комнату, где тот, узнав, что Бейб рассказала кому-то на стороне о его связи с наркоторговлей, избивает её и непроизвольно выталкивает в окно, в результате чего Бейб падает и разбивается насмерть. На шум быстро собирается толпа и прибывает полиция, от которой Мучеру удаётся спрятаться только благодаря Крис, которая проводит его через свою комнату и выпускает из дома с другой стороны. Позднее Крис находит Мучера, требуя от него в качестве ответной услуги организовать встречу с Доком Холмсом, а когда он отказывается, предлагает ему за содействие 2 тысячи долларов. Мучер организует для Крис встречу с любвеобильным Доком в его клинике. Тот с недоверием воспринимает её рассказ, после чего везёт её в аэропорт, чтобы отправить в Чикаго. Однако по дороге они заезжают к ней домой, чтобы забрать вещи. Там Док говорит, что прежде чем иметь с ней дело, ему нужны гарантии, что она надёжный партнёр, и в качестве доказательства Крис передаёт ему свой медальон с фотографией Лиз. После этого Док, явно очарованный красотой Крис, настаивает на том, чтобы она осталась в городе, пока они всё проверят по своим каналам. Док приглашает Крис на свою виллу, где, проникшись к ней симпатией и доверием, рассказывает, что у него есть сын, которым он чрезвычайно дорожит и потому скрывает его от всех в закрытом интернате. Док рассчитывает на сближение с Крис, однако она обещает ему вернуться к этому после заключения сделки. Вскоре Док привозит Крис во дворец спорта на игру по хай-алай, где она встречается с Менигом. Тот тщательно допрашивает её о знакомых людях и бизнесе в Чикаго, после чего даёт согласие на сделку.
Когда Крис возвращается домой, около дверей её неожиданно встречает Джесс, который произносит вслух её настоящим именем, что слышит спрятавшийся в кустах Мучер, который следит за ней. Запустив Джесса в дом, Крис, не вдаваясь в подробности заявляет, что между ними всё кончено. Выпроводив его за дверь, Крис немедленно звонит Майку, который посылает своих людей, чтобы они забрали Джесса из гостиницы и немедленно отправили его обратно в Нью-Йорк. В ходе короткого разговора между Джессом и Майком становится ясно, что Джесс вряд ли способен любить Крис такой какой она стала, а Майк в свою очередь всё больше влюбляется в неё. Вскоре на пороге у Крис появляется Мучер, который догадался, что она не та, за кого себя выдаёт, и решает шантажировать её, требуя 5 тысяч долларов за молчание. Крис делает вид, что соглашается, обещая вечером привезти деньги в указанное им место. Мучер ждёт в условленном месте, однако Крис так и не приходит. Тогда он направляется к Доку, рассказывая ему, что Крис ведёт двойную игру. Под видом успокоительного Док даёт Мучеру наркотик, после чего тот теряет контроль над своими действиями. Затем по приказу Дока Коллар вывозит его на городской пустырь, где сворачивает ему шею. Тем временем Док звонит Крис приглашая её в свой кабинет для оформления сделки. Когда она приезжает, он угрожающе берёт в руки нож, говоря, что может убить её, и никто никогда её не найдёт. Тогда Крис решает сыграть в открытую. Она сознаётся, что является дочерью Хэнка Миллера и работает в полиции. Полиция уже бдительно следит за каждым её шагом, и потому он вряд ли сможет уйти от наказания за её убийство, и в результате пострадает прежде всего его сын. Крис обещает сыну Дока защиту со стороны властей в случае, если он поможет ей разоблачить главаря и накрыть всю банду. Док сообщает Крис, что сделка состоится сегодня вечером в его кабинете, после чего Крис добивается от Дока признания, что её отца убил Хениг. Крис приходит к Майку, который объясняется ей в любви и не хочет отпускать её на смертельно опасное дело. Однако она заявляет, что не будет себя уважать, если не добьётся наказания преступников и не очистит имя Хэнка. На прощанье они целуют друг друга. Тем временем Док дописывает письмо сыну, которое быстро прячет, увидев появившихся в кабинете Менига и Талли. Ввиду смерти Мучера в порядке предосторожности Мениг решает изменить место сделки с Крис. Чтобы остаться незамеченным, Мениг выходит через потайной ход, оставляя Дока под наблюдением Талли. Вскоре приходит Крис с деньгами, которой сообщают об изменении места сделки и также уводят её через потайной ход, о чём не знает полиция, ведущая постоянное наружное наблюдение за клиникой. Перед уходом Док незаметно выбрасывает письмо сыну в своём кабинете, и вскоре его подбирает Пэт. Прочитав письмо, она выходит через главный выход и садится в такси, которым управляет человек Майка. Тем временем, почувствовав что-то неладное, Майк даёт команду ворваться в клинику, обнаруживая, что внутри никого нет. Некоторое время спустя поступает сигнал от полицейского-таксиста, который сообщает адрес, по которому приехала Пэт. Тем временем Пэт передаёт письмо Дока Менигу, после чего по его приказу Талли убивает Дока из пистолета. Воспользовавшись неразберихой, Крис успевает выскочить в соседнее помещение, и Мениг бросается за ней в погоню по переходам и лестницам здания. Вскоре внутрь здания врываются полицейские, в перестрелке убивая Талли. Крис прячется от Менига в тёмной комнате, откуда стреляет, выбивая оружие из его рук, а затем наводит на него свой пистолет. В этот момент появляется Майк, который отводит её руку в сторону. Когда Менига уводят полицейские, Крис начинает плакать, и Майк нежно обнимает и целует её.

## В ролях
- Алексис Смит — Кристин Миллер
- Скотт Брейди — лейтенант Майкл Трент
- Ричард Иган — Джесс Фейлен
- Глэдис Джордж — Лиз Кроу
- Эдмонд Райан — Док Холмс
- Джеральд Мор — Рид Мениг
- Ройал Дано — Мучер
- Гарри Лэндерс — Талли
- Конни Гилкрист — капитан Сейди Паркер
- Анджела Кларк — Бейб Снелл
- Реджис Туми — Хэнк Миллер

## Создатели фильма и исполнители главных ролей
Начав карьеру кинорежиссёра в 1950 году, Джозеф Певни успел поставить до 1960 года 30 фильмов, после чего вплоть до 1985 года плодотворно работал на телевидении в качестве режиссёра многочисленных сериалов. Среди одиннадцати фильмов нуар, поставленных Певни, наиболее успешными считаются «Вымогательство» (1950), «Железный человек» (1951), «Пересечь шесть мостов» (1955), «Женщина на пляже» (1955) и «Это случилось в полночь» (1957).
Алексис Смит за свою актёрскую карьеру, охватившую период с 1940 по 1993 год, сыграла более чем в 50 фильмах, среди которых «Джентльмен Джим» (1942), «Конфликт» (1945), «Две миссис Кэрролл» (1947), «Доля секунды» (1953), «Молодые филадельфийцы» (1959) и «Девочка из переулка» (1974).
Скотт Брейди снимался в кино с 1948 до 1984 года, сыграв за это время более чем в 60 картинах, в том числе, в таких фильмах нуар, как «Он бродил по ночам» (1948), «Кэньон-Сити» (1948), «Поддержка» (1949), «Порт Нью-Йорка» (1949) и «Я был магазинным воришкой» (1950).

## История создания фильма
Фильм находился в производстве в период июля-августа 1950 года, и вышел на экраны 2 ноября 1950 года.

## Оценка фильма критикой
По словам историка кино Хэла Эриксона, «зритель почти не столкнётся с неожиданностями в этом фильме, хотя режиссёру Джозефу Певни и удаётся добиться саспенса в кульминации картины». Как отмечает Эриксон, «это был самый нелюбимый фильм Алексис Смит, в котором она исполнила главную роль, хотя, будучи профессионалом, она полностью отдалась работе».
Историк кино Джим Макленнан полагает, что «несмотря на хорошую главную идею», фильм проваливается в её реализации. По его мнению. «фильм больше сосредоточен на попытке создать напряжение, чем на развитии событий»,… однако «это не работает, приводя картину к длительной кульминации в здании, которое, кажется, полностью состоит из лестниц, лестничных площадок и дверных проёмов», по которому бегает множество людей, «стреляющих друг в друга с точностью Имперских штурмовиков». Как заключает Макленнан, «это просто не тот фильм, про который можно сказать, что он хорошо состарился. Он оставит вас в основном с пониманием того, как далеко продвинулись кинематографические героини за прошедшие шестьдесят с лишним лет».
Леонард Малтин отметил в фильме лишь «выдающуюся игру» кинозвезды 1930-х годов Глэдис Джордж, которая «мучительно сыграла небольшую роль опустившейся женщины, разрушенной наркотиками»..